# Муравьёв, Николай Михайлович
Граф Никола́й Миха́йлович Муравьёв (1819—1867) — российский государственный  деятель, действительный статский советник (1857), генерал-майор (1863). Ковенский, Рязанский, Вятский и Саратовский гражданский губернатор.

## Биография
Родился 31 января 1819 года[по какому календарю?] в Санкт-Петербурге в семье видного государственного, общественного и военного деятеля Российской империи эпох Николая I и Александра II, генерала от инфантерии Михаила Николаевича Муравьёва (с 1865 года графа Муравьёва-Ви́ленского).
В 1838 году после окончания Пажеского корпуса выпущен корнетом гвардии в Уланский Его Величества лейб-гвардии полк. В 1841 году произведён в поручики гвардии, в 1845 году в штаб-ротмистры гвардии.
В 1847 году уволился от военной службы и был определён в чине надворного советника чиновником особых поручений Министерства внутренних дел. В 1849 году получил чин коллежского советника, в 1850 году был назначен Санкт-Петербургским вице-губернатор. В 1851 году произведён в статские советники.
В 1857 году произведён в чин действительного статского советника и назначен Вятским губернатором. С  1859 года был назначен Рязанским губернатором, вице-губернатором при нём был писатель М. Е. Салтыков-Щедрин, с которым отношение у Муравьёва не сложились.
В 1862 году назначен Саратовским губернатором. В 1863 году был переименован в генерал-майоры. С 1863 по 1866 год был Ковенским губернатором. С 1866 года в отставке.
Умер от расширения сердца [17 октября 1867 года[по какому календарю?] в Берлине. Изначально был похоронен на берлинском Старо-Доротеевском кладбище. В 1894 году по велению сына, состоявшего в то время советником при российском посольстве в Берлине, прах его был перезахоронен на православном кладбище Тэгель.

## Награды
Был награждён всеми орденами Российской империи вплоть до ордена Святой Анны 1-й степени.
- Орден Святой Анны 2-й степени с императорской короной (1856)[6]
- Знак отличия беспорочной службы за XV лет (1857)
- Орден Святого Владимира 3-й степени (1860)
- Орден Святого Станислава 1-й степени (1862)
- Орден Святой Анны 1-й степени (1864)[7]

## Семья
Жена (с 30 апреля 1844 года) — Людмила Михайловна Позен (1822—22.05.1898), дочь тайного советника М. П. Позена. Умерла от острого бронхита в Висбадене, похоронена там же на русском кладбище. Дети:
- Михаил (1845—1900), министр иностранных дел Российской империи (1897—1900).
- Николай (11.05.1847[10]— ?)
- Александр (1848— ?)